# گوروفکا
گوروفکا (انگلیسی: Gurovka) یک شهرک در شهرستان کوشنارنکوفسکی جمهوری باشقیرستان در کشور روسیه است.